# Seema Kaliramna
Seema Kaliramna (Hindi सीमा कालीरामना; * 25. Februar 1999) ist eine indische Leichtathletin, die sich auf den Diskuswurf spezialisiert hat.

## Sportliche Laufbahn
Erste internationale Erfahrungen sammelte Seema Kaliramna im Jahr 2025, als sie bei den Asienmeisterschaften in Gumi mit einer Weite von 56,15 m den vierten Platz belegte. 
2024 wurde Kaliramna indische Meisterin im Diskuswurf.